# Буниатишвили, Хатия
Ха́тия Буниатишви́ли (груз. ხატია ბუნიათიშვილი; род. 21 июня 1987, Тбилиси, Грузинская ССР, СССР) — грузинская пианистка. Лауреат Государственной премии Грузии имени Шота Руставели (2012).

## Биография
Родилась 21 июня 1987 года в Грузинской ССР.
В возрасте трёх лет начала обучаться игре на фортепиано вместе со старшей сестрой Гванцей под руководством матери. В шесть лет дала свой первый концерт с камерным оркестром в Тбилиси.
В 10 лет была приглашена выступить с концертами в Швейцарии, Франции, Германии, Бельгии, Люксембурге, Нидерландах, Монако, Италии, Австрии, Дании, России, Украине, Армении, Израиле и США.
В 2004 году после окончания Тбилисской центральной музыкальной школы поступила в Тбилисскую государственную консерваторию, обучалась у Тенгиза Амирэджиби.

## Творческие достижения
В 2003 году, будучи студенткой консерватории, Хатия получила специальный приз на Международном конкурсе молодых пианистов имени В. Горовица в Киеве, а также первый приз на Конкурсе поддержки молодых грузинских музыкантов, учредителем которого является Елизавета Леонская.
В 2010 году Хатия стала лауреатом премии Borletti-Buitoni Trust Award.
В 2012 году была удостоена звания «Лучший новый исполнитель года» в Echo Klassik Awards.
В 2016 году получила премию Echo Klassik от Ассоциации музыкальной индустрии Германии. Также в декабре 2016 года была названа «Лучшим музыкантом года» французским телеканалом TF1.
Пианистка выступает на самых престижных мировых сценах Европы и Америки.
Хатия Буниатишвили свободно говорит на пяти языках, живёт в Париже.